# Lista odcinków serialu Unreal: telewizja kłamie
Poniżej znajduje się lista odcinków serialu telewizyjnego UnReal: telewizja kłamie – emitowanego przez amerykańską stację telewizyjną  Lifetime od 1 czerwca 2015 roku do 23 kwietnia 2018 roku. Czwarty sezon został udostępniony w całości 16 lipca 2018 roku przez platformę HULU. Powstały cztery serie, które łącznie składają się z 38 odcinków. W Polsce jest emitowany od 1 czerwca 2016 roku przez stację Lifetime Polska
| Sezon | Sezon | Odcinki | Oryginalna emisja | Oryginalna emisja | Oryginalna emisja | Oryginalna emisja | Oryginalna emisja |
| Sezon | Sezon | Odcinki | Premiera sezonu   | Finał sezonu      | Premiera sezonu   | Finał sezonu      |                   |
| ----- | ----- | ------- | ----------------- | ----------------- | ----------------- | ----------------- | ----------------- |
|       | 1     | 10      | 1 czerwca 2015    | 3 sierpnia 2015   | 1 czerwca 2016    | 3 sierpnia 2016   |                   |
|       | 2     | 10      | 6 czerwca 2016    | 8 sierpnia 2016   | 14 czerwca 2017   | 12 lipca 2017     |                   |
|       | 3     | 10      | 26 lutego 2018    | 23 kwietnia 2018  | —                 | —                 |                   |
|       | 4     | 6       | 16 lipca 2018     | 16 lipca 2018     | —                 | —                 |                   |

## Sezon 1 (2015)
| Nr | #  | Tytuł                  | Reżyseria      | Scenariusz                            | Premiera Lifetime | Premiera Lifetime Polska |
| -- | -- | ---------------------- | -------------- | ------------------------------------- | ----------------- | ------------------------ |
| 1  | 1  | 'Powrót' Return        | Peter O'Fallon | Marti Noxon, Sarah Gertrude Shapiro   | 1 czerwca 2015    | 1 czerwca 2016           |
| 2  | 2  | 'Nawrót' Relapse       | David Solomon  | Elizabeth Benjamin                    | 8 czerwca 2015    | 8 czerwca 2016           |
| 3  | 3  | 'Matka' Mother         | Uta Briesewitz | David Weinstein                       | 15 czerwca 2015   | 15 czerwca 2016          |
| 4  | 4  | 'Żona' Wife            | Uta Briesewitz | Ariana Jackson                        | 22 czerwca 2015   | 22 czerwca 2016          |
| 5  | 5  | 'Prawda' Truth         | Peter Werner   | Sarah Gertrude Shapiro                | 29 czerwca 2015   | 29 czerwca 2016          |
| 6  | 6  | 'Mucha' Fly            | Peter Werner   | Alex Metcalf                          | 6 lipca 2015      | 6 lipca 2016             |
| 7  | 7  | 'Wybawiciel' Savior    | Lev L. Spiro   | Jordan Hawley                         | 13 lipca 2015     | 13 lipca 2016            |
| 8  | 8  | 'Dwoje' Two            | Lev L. Spiro   | Elizabeth Benjamin                    | 20 lipca 2015     | 20 lipca 2016            |
| 9  | 9  | 'Księżniczka' Princess | Peter O'Fallon | Stacy Rukeyser                        | 27 lipca 2015     | 27 lipca 2016            |
| 10 | 10 | Future                 | Peter O'Fallon | Sarah Gertrude Shapiro, Jordan Hawley | 3 sierpnia 2015   | 3 sierpnia 2016          |

## Sezon 2 (2016)
| Nr | #  | Tytuł                             | Reżyseria              | Scenariusz                          | Premiera Lifetime | Premiera Lifetime Polska |
| -- | -- | --------------------------------- | ---------------------- | ----------------------------------- | ----------------- | ------------------------ |
| 11 | 1  | 'Wojna' War                       | Peter O'Fallon         | Marti Noxon, Sarah Gertrude Shapiro | 6 czerwca 2016    | 14 czerwca 2017          |
| 12 | 2  | 'Zbuntowana' Insurgent            | Peter O'Fallon         | Stacy Rukeyser                      | 13 czerwca 2016   | 14 czerwca 2017          |
| 13 | 3  | 'Partyzantka' Guerilla            | Adam Kane              | Alex Metcalf                        | 20 czerwca 2016   | 21 czerwca 2017          |
| 14 | 4  | ' Zdrada' Treason                 | Adam Kane              | Janine Nabers                       | 27 czerwca 2016   | 21 czerwca 2017          |
| 15 | 5  | 'Infiltracja' Infiltration        | Janice Cooke           | Alex Taub                           | 4 lipca 2016      | 28 czerwca 2017          |
| 16 | 6  | 'Ofiara' Casualty                 | Shiri Appleby          | Vince Calandra                      | 11 lipca 2016     | 28 czerwca 2017          |
| 17 | 7  | 'Zasadzka' Ambush                 | Sarah Gertrude Shapiro | Ariana Jackson                      | 18 lipca 2016     | 5 lipca 2017             |
| 18 | 8  | 'Zbieg' Fugitive                  | Nzingha Stewart        | Alex Metcalf, Stacy Rukeyser        | 25 lipca 2016     | 5 lipca 2017             |
| 19 | 9  | ' Szpiegowanie' Espionage         | Peter O'Fallon         | Ariana Jackson, Carol Barbee        | 25 lipca 2016     | 12 lipca 2017            |
| 20 | 10 | 'Bratobójczy ogień' Friendly Fire | Peter O'Fallon         | Alex Metcalf, Stacy Rukeyser        | 8 sierpnia 2016   | 12 lipca 2017            |

## Sezon 3 (2018)
| Nr | #  | Tytuł        | Reżyseria              | Scenariusz                              | Premiera Lifetime | Premiera Lifetime Polska |
| -- | -- | ------------ | ---------------------- | --------------------------------------- | ----------------- | ------------------------ |
| 21 | 1  | Oath         | Peter O'Fallon         | Sarah Gertrude Shapiro & Stacy Rukeyser | 26 lutego 2018    | nieemitowany             |
| 22 | 2  | Shield       | Peter O'Fallon         | Jordan Hawley                           | 5 marca 2018      | nieemitowany             |
| 23 | 3  | Clarity      | Sheree Folkson         | Lisa Albert                             | 12 marca 2018     | nieemitowany             |
| 24 | 4  | Confront     | Shiri Appleby          | David M. Israel                         | 19 marca 2018     | nieemitowany             |
| 25 | 5  | Gestalt      | Peter O'Fallon         | Sarah Gertrude Shapiro                  | 26 marca 2018     | nieemitowany             |
| 26 | 6  | Transference | David Solomon          | David Branson Smith                     | 2 kwietnia 2018   | nieemitowany             |
| 27 | 7  | Projection   | Hanelle Culpepper      | Freddy Gaitan, Ashley Sims              | 9 kwietnia 2018   | nieemitowany             |
| 28 | 8  | Recurrent    | Constance Zimmer       | Alex Metcalf                            | 16 kwietnia 2018  | nieemitowany             |
| 29 | 9  | Codependence | Sarah Gertrude Shapiro | Ariana Jackson                          | 23 kwietnia 2018  | nieemitowany             |
| 30 | 10 | Commitment   | Peter O'Fallon         | Stacy Rukeyser                          | 23 kwietnia 2018  | nieemitowany             |

## Sezon 4 (2018)
| Nr | # | Tytuł        | Reżyseria         | Scenariusz                             | Premiera Lifetime | Premiera Lifetime Polska |
| -- | - | ------------ | ----------------- | -------------------------------------- | ----------------- | ------------------------ |
| 31 | 1 | All In       | Peter O'Fallon    | David M. Israel, Stacy Rukeyser        | 16 lipca 2018     | nieemitowany             |
| 32 | 2 | Double Down  | Peter O'Fallon    | Jordan Hawley                          | 16 lipca 2018     | nieemitowany             |
| 33 | 3 | Wild Card    | Shiri Appleby     | Maria Maggenti                         | 16 lipca 2018     | nieemitowany             |
| 34 | 4 | Cold Call    | Anna Mastro       | Mark Driscoll                          | 16 lipca 2018     | nieemitowany             |
| 35 | 5 | No Limit     | Constance Zimmer  | David M. Israel                        | 16 lipca 2018     | nieemitowany             |
| 36 | 6 | Tilt         | Victor Nelli Jr.  | Ashley Sims                            | 16 lipca 2018     | nieemitowany             |
| 37 | 7 | Bluff        | Jessica Borsiczky | Ariana Jackson                         | 16 lipca 2018     | nieemitowany             |
| 38 | 8 | Sudden Death | Shiri Appleby     | Sarah Gertrude Shapiro, Stacy Rukeyser | 16 lipca 2018     | nieemitowany             |